# Annie Lobert
Annie Lobert (Minneapolis, 26 de setembro, 1967) é uma ex-prostituta dos Estados Unidos, que se tornou a diretora da organização evangélica Hookers for Jesus. Em 2010, ela produziu e participou nas três partes da série Hookers: Saved on the Strip ("Piranhas, salvas na zona" ou "Piranhas, salvas no striptease") da televisão a cabo Investigation Discovery.

## Biografia
Annie Lobert nasceu no dia 26 de setembro de 1967 em Minneapolis, Minnesota. Ela é filha de Chet e Joanne Lobert. Ela é a filha mais nova entre dois irmãos e uma irmã. A irmã morreu em 1995, de Síndrome de Marfan. Annie teve envolvimentos com a prostituição desde cedo, mas conseguiu terminar o segundo grau com 18 anos antes de virar prostituta em Minneapolis, Minnesota, Havai, e Las Vegas por tempo integral, em 1985, até 2001.
Embora que teve muito contato com círculos, que bebem e fumam excessivamente e usam diversas drogas. Ela se destacou por seu jeito amoroso natural e sua boa vontade e ganhou muito dinheiro, às vezez mais de R$ 10 mil por dia. A parte, que não foi reclamada por cafetões, ela gastou para encher o vazio no interior. Ela se sentiu atraida por ações missionárias, mas nunca conseguiu conciliar esse desejo com a vida de uma prostituta de sucesso.
Deixou a sua profissão com ajuda de Al Nakata, um cliente permanente, que se apaixonou pela prostituta. Nakata treinou a ela em auto-estima e serviços para trabalhar com ele em sua empresa de autopeças Super GT.

## Carreira

### Hookers for Jesus
Em 2005, fundou a associação Hookers for Jesus, uma  organização cristã beneficente internacional, que aborda prostituição, escravidão branca, tráfico de mulheres, violência e exploração de mulheres e crianças.
Em 2007, a organização começou um programa para fornecer esconderijos seguros para prostitutas e testemunhas vitimas de exploração, violência e outros crimes por volta da indústria de sexo.
Em 2008, ela colaborou com Heather Veitch de JC's Girls na AVN Adult Entertainment Expo em Las Vegas.

### Midias e publicidade

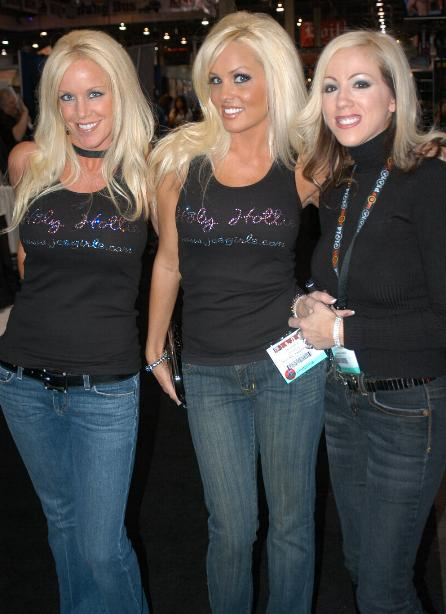
Lori Albee, Heather Veitch, e Annie Lobert no Adult Entertainment Expo, 2007 (exposição de entretenimento para adultos)

Em 2006, Annie começou um projeto com a dançarina de striptease Heather Veitch do ministério evangélico JCs Girls, sob o lema "Saving Sex City" (Salvando a Cidade Sexual).
Em março de 2009, Annie participou no debate da TV ABC News Nightline sobre o questão "Satanás existe?" Em seguida apareceu em vários canais de TV e de rádio.
Annie falou e pregou também em muitas igrejas e encontros nos EUA. Geralmente da testemunho pessoal e apresenta vítimas da prostituição.
Ela apareceu também em muitas rádios no mundo inteiro, e em revistas e jornais.

## Mensagem
Annie Lobert aborda muitos temas, mas destaca sempre em suas mensagens, que "Deus ama a todos. "Contamos às mulheres, que Deus ama a elas independentemente do fato se são prostitutas ou atrizes de pornô. Deus não tem uma conta com débitos, um livro eterno sobre os feitos das suas criações." "Sua benignidade consola e salva a todos." Annie e as suas correligionárias distribuem bíblias para as prostitutas, contam-lhes do amor imenso de Jesus e incentivam as prostitutas para aceitar o amor como presente e dividí-lo com os seus próximos.

## Vida pessoal
No dia 5 de junho de 2009, casou com Oz Fox, guitarrista da banda cristã Stryper. A cerimônia foi um evento internacional no internet.